# Arsenio Moreno Mendoza
Arsenio Moreno Mendoza (Úbeda, 8 de octubre de 1953-Sevilla, 17 de noviembre de 2021) fue un historiador del arte, profesor de universidad y novelista español. Académico de número de la Real Academia de Bellas Artes de San Fernando. Fue alcalde de su ciudad natal desde 1983 a 1989.

## Biografía
Nacido en España, se licenció en historia del arte en la Universidad Complutense en 1976 con premio extraordinario y se doctoró en esa misma universidad en 1983. Catedrático de enseñanzas medias, fue nombrado director del Museo de Bellas Artes de Sevilla en 1990 y del Museo de Bellas Artes de Granada en 1993. En 1998 fue nombrado profesor asociado y en 2001 obtuvo la titularidad de Historia del arte moderno y contemporáneo de la Universidad Pablo de Olavide de Sevilla, [(universidad en la que posteriormente obtuvo el grado de Catedrático. Dirigió la revista de arte Atrio. Publicó libros y artículos de su especialidad y varias novelas históricas. También impartió cursos sobre historia del arte, y sobre las Artes en el Siglo de Oro.

## Obras

### Historia del arte
- El arquitecto Andrés de Vandelvira en Úbeda. Sevilla, 1979.
- Francisco del Castillo y la arquitectura manierista andaluza. Jaén, Diputación Provincial-Fundación Pablo de Olavide, 1983.
- Úbeda. Guía Histórico-Artística de la Ciudad. Úbeda, Excmo. Ayuntamiento, 1985. ISBN 84-505-1535-1
- Los Castillo, un siglo de arquitectura en el Renacimiento Andaluz. Universidad de Granada, 1990.
- Úbeda Renacentista. Madrid, Electa, 1993.
- Sevilla. Guía artística de la ciudad. Madrid, Electa, 1994. Traducido al inglés en 1995 (Electa).
- Mentalidad y pintura en la Sevilla del Siglo de Oro. Madrid, Electa, 1997.
- Zurbarán. Madrid, Electa, 1998. Traducido al francés (Zurbarán, Gallimard, 1999) e italiano (Electa, Milano, 1999) ISBN 84-8156-192-4[4]
- El pintor en la sociedad andaluza del Siglo de Oro. Consejería de Educación y Ciencia, Sevilla, 1999.
- Urbanismo en la Úbeda del XVI: Entre la tradición y la reforma. Instituto de Estudios Giennenses. 2005.
- Guía artística de la Provincia de Jaén. Fundación Lara, Sevilla, 2005. ISBN 978-84-9615-282-3

- Úbeda de Vandelvira. Fundación Lara. Sevilla. 2005.
- Visiones de la pintura barroca sevillana, Bosque de palabras, 2008. ISBN 84-935-6949-6
- Una aproximación a la vida y la obra de José Elbo. Diputación Provincial de Jaén, Instituto de Estudios Giennenses, 2016. ISBN 978-84-92876-61-7
- Úbeda. Diputación Provincial de Jaén - Cultura y Deportes, 2017. ISBN 978-84-15583-30-1

### Novelas
- El caballero indeterminado, Algaida Editores, Sevilla 2009. ISBN 978-84-9877-238-8
- Hijos de Padilla, Sílex ediciones, Madrid, 2007. ISBN 978-84-7737-202-8
- Aquel verano del Álamo, Cultura y Deportes de la Diputación Provincial de Jaén, 2014. ISBN 978-84-15583-05-9
- ROLDANA, Ediciones En Huida, colección El Refugio, Volumen 3. 2014. ISBN 978-84-942802-5-2
- GALÁPAGO, Ediciones Espuela de Plata (Editorial Renacimiento) 2020. ISBN 978-84-18153-14-3